# 내셔널 리그 디비전 시리즈
내셔널 리그 디비전 시리즈(National League Division Series)는 메이저 리그 베이스볼에서 내셔널 리그 챔피언십 시리즈에 올라가 겨룰 두 팀을 고르기 위한 시리즈를 말한다.

아메리칸 리그 디비전 시리즈와의 공통되는 부분은 디비전 시리즈를 참고한다.

## NLDS에서 여러 번 만난 팀
| 횟수 | 상대팀                                            | 결과            | 연도                         |
| ---- | ------------------------------------------------- | --------------- | ---------------------------- |
| 5    | 애틀란타 브레이브스 vs. 휴스턴 애스트로스         | 브레이브스, 3-2 | 1997, 1999, 2001, 2004, 2005 |
| 3    | 샌디에이고 파드리스 vs. 세인트루이스 카디널스     | 카디널스, 3-0   | 1996, 2005, 2006             |
| 3    | 로스앤젤레스 다저스 vs. 세인트루이스 카디널스     | 카디널스, 2-1   | 2004, 2009, 2014             |
| 2    | 세인트루이스 카디널스 vs. 애리조나 다이아몬드백스 | 동률, 1-1       | 2001, 2002                   |
| 2    | 플로리다 말린스 vs. 샌프란시스코 자이언츠         | 말린스, 2-0     | 1997, 2003                   |
| 2    | 시카고 컵스 vs. 애틀란타 브레이브스               | 동률, 1-1       | 1998, 2003                   |
| 2    | 필라델피아 필리스 vs. 콜로라도 로키스             | 동률, 1-1       | 2007, 2009                   |
| 2    | 샌프란시스코 자이언츠 vs. 애틀란타 브레이브스     | 자이언츠, 2-0   | 2002, 2010                   |
| 2    | 로스앤젤레스 다저스 vs. 애틀란타 브레이브스       | 동률, 1-1       | 1996, 2013                   |
| 2    | 로스앤젤레스 다저스 vs. 워싱턴 내셔널스           | 동률, 1-1       | 2016, 2019                   |

## 역대 디비전 시리즈 결과
| 1981                     | 몬트리올 엑스포스                                       | 필라델피아 필리스                                       | 3                                                       | 2                                                       |                                                         |                                                         |
| 1981                     | 로스앤젤레스 다저스                                     | 휴스턴 애스트로스                                       | 3                                                       | 2                                                       |                                                         |                                                         |
| 1994                     | 시즌 후반 선수노조의 파업으로 포스트 시즌이 무산되었다. | 시즌 후반 선수노조의 파업으로 포스트 시즌이 무산되었다. | 시즌 후반 선수노조의 파업으로 포스트 시즌이 무산되었다. | 시즌 후반 선수노조의 파업으로 포스트 시즌이 무산되었다. | 시즌 후반 선수노조의 파업으로 포스트 시즌이 무산되었다. | 시즌 후반 선수노조의 파업으로 포스트 시즌이 무산되었다. |
| 1995                     | 애틀란타 브레이브스                                     | 콜로라도 로키스†                                        | 3                                                       | 1                                                       |                                                         |                                                         |
| 1995                     | 신시내티 레즈                                           | 로스앤젤레스 다저스                                     | 3                                                       | 0                                                       |                                                         |                                                         |
| 1996                     | 애틀란타 브레이브스                                     | 로스앤젤레스 다저스†                                    | 3                                                       | 0                                                       |                                                         |                                                         |
| 1996                     | 세인트루이스 카디널스                                   | 샌디에이고 파드리스                                     | 3                                                       | 0                                                       |                                                         |                                                         |
| 1997                     | 애틀란타 브레이브스                                     | 휴스턴 애스트로스                                       | 3                                                       | 0                                                       |                                                         |                                                         |
| 1997                     | 플로리다 말린스†                                        | 샌프란시스코 자이언츠                                   | 3                                                       | 0                                                       |                                                         |                                                         |
| 1998                     | 애틀란타 브레이브스                                     | 시카고 컵스†                                            | 3                                                       | 0                                                       |                                                         |                                                         |
| 1998                     | 샌디에이고 파드리스                                     | 휴스턴 애스트로스                                       | 3                                                       | 1                                                       |                                                         |                                                         |
| 1999                     | 애틀란타 브레이브스                                     | 휴스턴 애스트로스                                       | 3                                                       | 1                                                       |                                                         |                                                         |
| 1999                     | 뉴욕 메츠†                                              | 애리조나 다이아몬드백스                                 | 3                                                       | 1                                                       |                                                         |                                                         |
| 2000                     | 세인트루이스 카디널스                                   | 애틀란타 브레이브스                                     | 3                                                       | 0                                                       |                                                         |                                                         |
| 2000                     | 뉴욕 메츠†                                              | 샌프란시스코 자이언츠                                   | 3                                                       | 1                                                       |                                                         |                                                         |
| 2001                     | 애틀란타 브레이브스                                     | 휴스턴 애스트로스                                       | 3                                                       | 0                                                       |                                                         |                                                         |
| 2001                     | 애리조나 다이아몬드백스                                 | 세인트루이스 카디널스†                                  | 3                                                       | 2                                                       |                                                         |                                                         |
| 2002                     | 세인트루이스 카디널스                                   | 애리조나 다이아몬드백스                                 | 3                                                       | 0                                                       |                                                         |                                                         |
| 2002                     | 샌프란시스코 자이언츠†                                  | 애틀란타 브레이브스                                     | 3                                                       | 2                                                       |                                                         |                                                         |
| 2003                     | 시카고 컵스                                             | 애틀란타 브레이브스                                     | 3                                                       | 2                                                       |                                                         |                                                         |
| 2003                     | 플로리다 말린스†                                        | 샌프란시스코 자이언츠                                   | 3                                                       | 1                                                       |                                                         |                                                         |
| 2004                     | 세인트루이스 카디널스                                   | 로스앤젤레스 다저스                                     | 3                                                       | 1                                                       |                                                         |                                                         |
| 2004                     | 휴스턴 애스트로스†                                      | 애틀란타 브레이브스                                     | 3                                                       | 2                                                       |                                                         |                                                         |
| 2005                     | 세인트루이스 카디널스                                   | 샌디에이고 파드리스                                     | 3                                                       | 0                                                       |                                                         |                                                         |
| 2005                     | 휴스턴 애스트로스†                                      | 애틀란타 브레이브스                                     | 3                                                       | 1                                                       |                                                         |                                                         |
| 2006                     | 뉴욕 메츠                                               | 로스앤젤레스 다저스†                                    | 3                                                       | 0                                                       |                                                         |                                                         |
| 2006                     | 세인트루이스 카디널스                                   | 샌디에이고 파드리스                                     | 3                                                       | 1                                                       |                                                         |                                                         |
| 2007                     | 콜로라도 로키스†                                        | 필라델피아 필리스                                       | 3                                                       | 0                                                       |                                                         |                                                         |
| 2007                     | 애리조나 다이아몬드백스                                 | 시카고 컵스                                             | 3                                                       | 0                                                       |                                                         |                                                         |
| 2008                     | 로스앤젤레스 다저스                                     | 시카고 컵스                                             | 3                                                       | 0                                                       |                                                         |                                                         |
| 2008                     | 필라델피아 필리스                                       | 밀워키 브루어스†                                        | 3                                                       | 1                                                       |                                                         |                                                         |
| 2009                     | 로스앤젤레스 다저스                                     | 세인트루이스 카디널스                                   | 3                                                       | 0                                                       |                                                         |                                                         |
| 2009                     | 필라델피아 필리스                                       | 콜로라도 로키스 †                                       | 3                                                       | 1                                                       |                                                         |                                                         |
| 2010                     | 필라델피아 필리스                                       | 신시내티 레즈                                           | 3                                                       | 0                                                       |                                                         |                                                         |
| 2010                     | 샌프란시스코 자이언츠                                   | 애틀란타 브레이브스†                                    | 3                                                       | 1                                                       |                                                         |                                                         |
| 2011                     | 세인트루이스 카디널스†                                  | 필라델피아 필리스                                       | 3                                                       | 2                                                       |                                                         |                                                         |
| 2011                     | 밀워키 브루어스                                         | 애리조나 다이아몬드백스                                 | 3                                                       | 2                                                       |                                                         |                                                         |
| 2012                     | 샌프란시스코 자이언츠                                   | 신시내티 레즈                                           | 3                                                       | 2                                                       |                                                         |                                                         |
| 2012                     | 세인트루이스 카디널스†                                  | 워싱턴 내셔널스                                         | 3                                                       | 2                                                       |                                                         |                                                         |
| 2013                     | 세인트루이스 카디널스                                   | 피츠버그 파이리츠†                                      | 3                                                       | 2                                                       |                                                         |                                                         |
| 2013                     | 로스앤젤레스 다저스                                     | 애틀란타 브레이브스                                     | 3                                                       | 1                                                       |                                                         |                                                         |
| 2014                     | 샌프란시스코 자이언츠†                                  | 워싱턴 내셔널스                                         | 3                                                       | 1                                                       |                                                         |                                                         |
| 2014                     | 세인트루이스 카디널스                                   | 로스앤젤레스 다저스                                     | 3                                                       | 1                                                       |                                                         |                                                         |
| 2015                     | 시카고 컵스†                                            | 세인트루이스 카디널스                                   | 3                                                       | 1                                                       |                                                         |                                                         |
| 2015                     | 뉴욕 메츠                                               | 로스앤젤레스 다저스                                     | 3                                                       | 2                                                       |                                                         |                                                         |
| 2016                     | 시카고 컵스                                             | 샌프란시스코 자이언츠†                                  | 3                                                       | 1                                                       |                                                         |                                                         |
| 2016                     | 로스앤젤레스 다저스                                     | 워싱턴 내셔널스                                         | 3                                                       | 2                                                       |                                                         |                                                         |
| 2017                     | 로스앤젤레스 다저스                                     | 애리조나 다이아몬드백스†                                | 3                                                       | 0                                                       |                                                         |                                                         |
| 2017                     | 시카고 컵스                                             | 워싱턴 내셔널스                                         | 3                                                       | 2                                                       |                                                         |                                                         |
| 2018                     | 로스앤젤레스 다저스                                     | 애틀랜타 브레이브스                                     | 3                                                       | 1                                                       |                                                         |                                                         |
| 2018                     | 밀워키 브루어스                                         | 콜로라도 로키스†                                        | 3                                                       | 0                                                       |                                                         |                                                         |
| 2019                     | 워싱턴 내셔널스†                                        | 로스앤젤레스 다저스                                     | 3                                                       | 2                                                       |                                                         |                                                         |
| 2019                     | 세인트루이스 카디널스                                   | 애틀랜타 브레이브스                                     | 3                                                       | 2                                                       |                                                         |                                                         |
| 2020                     | 로스앤젤레스 다저스                                     | 샌디에이고 파드레스                                     | 3                                                       | 0                                                       |                                                         |                                                         |
| 2020                     | 애틀랜타 브레이브스                                     | 마이애미 말린스                                         | 3                                                       | 0                                                       |                                                         |                                                         |
| † 와일드카드로 진출한 팀 |                                                         |                                                         |                                                         |                                                         |                                                         |                                                         |

## 같이 보기
- 아메리칸 리그 디비전 시리즈
- 월드 시리즈의 우승 팀 목록